# Szurpiły
Szurpiły – wieś w Polsce położona w województwie podlaskim, w powiecie suwalskim, w gminie Jeleniewo.

## Położenie
Wieś leży na południowy zachód od jeziora Szurpiły, na Pojezierzu Suwalskim, 2,5 km od drogi wojewódzkiej nr 655. Do siedziby gminy – Jeleniewa są 4 km, a do siedziby powiatu – Suwałk około 14 km. 

## Historia
Od IX wieku rozwijały się jako osada jaćwieska. W X–XI wieku gród został spalony najprawdopodobniej w czasie wypraw wielkich książąt kijowskich Włodzimierza Wielkiego i jego syna Jarosława Mądrego. Były siedzibą jednego z kunigasów, Ŝjurpy, którego imię jako posła pod rokiem 1273 odnotowuje Latopis Halicko-Wołyński. Ślady archeologiczne zajmują obszar kilkunastu hektarów wraz z grodziskiem na Górze Zamkowej oraz 5 sąsiednimi osadami, gdzie zachowały się ślady obróbki żelaza oraz warsztatów tkackich. Badania archeologiczne wskazują, że ostatecznie pod koniec XIII wieku doszło do pokojowego opuszczenia osady i nawrótu puszczy.
Szurpiły zostały ponownie założone w 1667 przez kamedułów wigierskich ok. 2 km od dawnej osady. Wcześniej w tym miejscu pracowali drwale i węglarze którzy zajmowali się wycinaniem i wypalaniem Puszczy Augustowskiej.
Wieś królewska ekonomii grodzieńskiej położona była w końcu XVIII wieku  w powiecie grodzieńskim województwa trockiego. W latach 1975–1998 miejscowość administracyjnie należała do województwa suwalskiego.

## Zabytki i atrakcje turystyczne
We wsi znajduje się zabytkowy dziewiętnastowieczny drewniany krzyż oraz stare zabytkowe domy. Około dwa kilometry za wsią jest grodzisko Szurpiły. We wsi zaczyna się i kończy szlak turystyczny „Na Zamkową Górę”. 
W miejscowości znajduje się wiele gospodarstw agroturystycznych.